# Alexandre Émond
Alexandre Émond (Laval, 25 de mayo de 1984) es un deportista canadiense que compitió en judo.
Ganó una medalla en los Juegos Panamericanos de 2011 y seis medallas en el Campeonato Panamericano de Judo entre los años 2008 y 2013.

## Palmarés internacional
| Juegos Panamericanos    | Juegos Panamericanos       | Juegos Panamericanos | Juegos Panamericanos |
| Año                     | Lugar                      | Medalla              | Categoría            |
| ----------------------- | -------------------------- | -------------------- | -------------------- |
| 2011                    | Guadalajara (México)       | Medalla de bronce    | –90 kg               |
| Campeonato Panamericano |                            |                      |                      |
| Año                     | Lugar                      | Medalla              | Categoría            |
| 2008                    | Miami (Estados Unidos)     | Medalla de bronce    | –90 kg               |
| 2009                    | Buenos Aires (Argentina)   | Medalla de oro       | –90 kg               |
| 2010                    | San Salvador (El Salvador) | Medalla de bronce    | –90 kg               |
| 2011                    | Guadalajara (México)       | Medalla de plata     | –90 kg               |
| 2012                    | Montreal (Canadá)          | Medalla de oro       | –90 kg               |
| 2013                    | San José (Costa Rica)      | Medalla de bronce    | –90 kg               |